# Parlamentswahl in Katalonien 2021
- CUP-G: 9
- ECP: 8
- ERC: 33
- PSC: 33
- Junts: 32
- Cs: 6
- PPC: 3
- VOX: 11

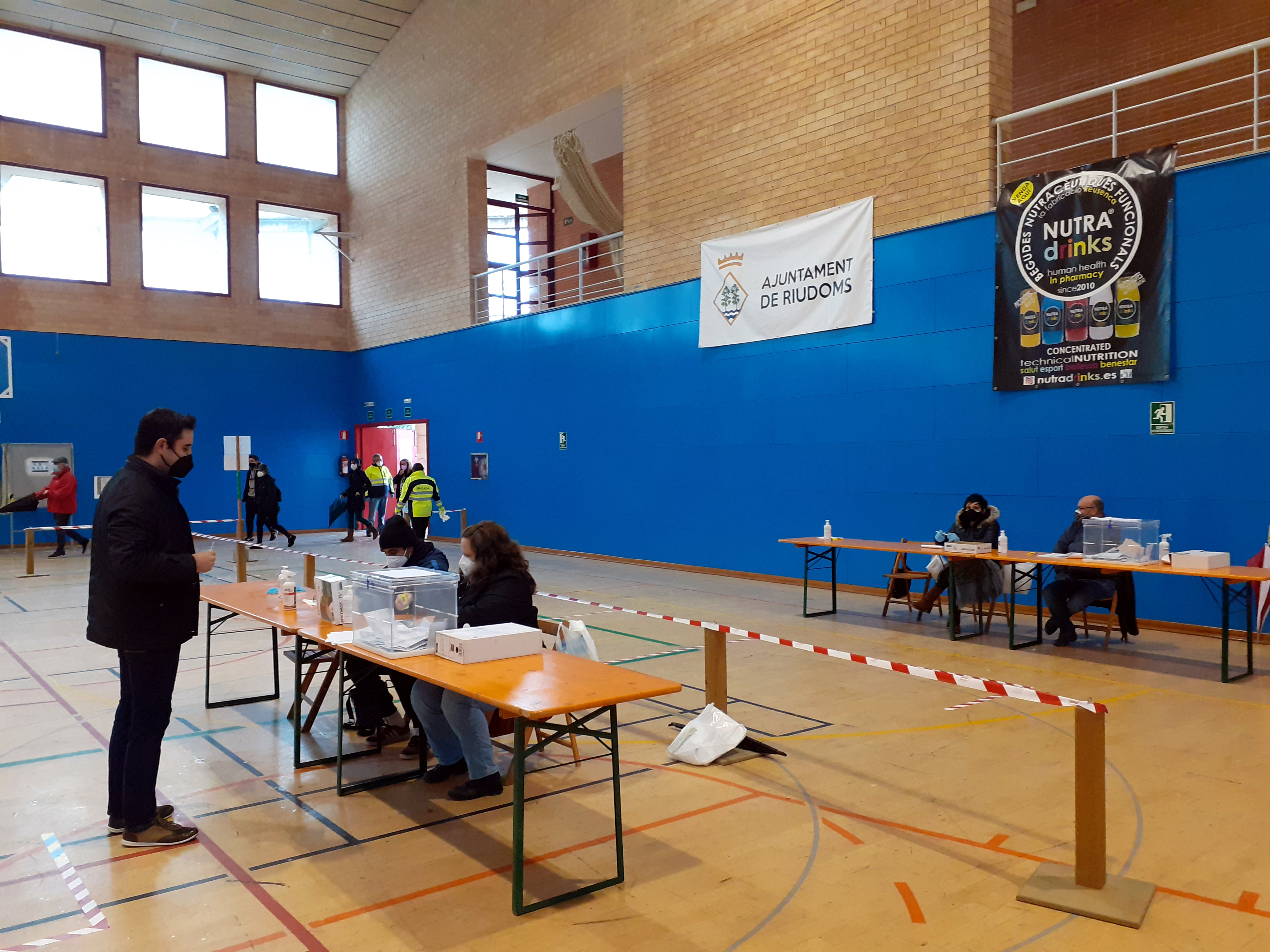
Person bei der Abstimmung in Riudoms

Am 14. Februar 2021 fand die Wahl zum Regionalparlament von Katalonien statt. Gewählt wurden die 135 Abgeordneten des Regionalparlaments der XIII. Legislaturperiode seit dem Inkrafttreten des Autonomiestatuts von 1979.
Es handelte sich um vorgezogene Neuwahlen. Der Termin war zunächst für den 14. Februar 2021 angesetzt, wurde aber wegen der COVID-19-Pandemie von der Regionalregierung am 15. Januar 2021 auf den 30. Mai verschoben.
Da diese Verschiebung jedoch gerichtlich aufgehoben wurde, fand die Wahl nun doch am 14. Februar statt.

## Entwicklungen in der XII. Legislaturperiode und Wahltermin

### Vorangegangene Wahl und Amtsenthebung des Ministerpräsidenten
Die vorangegangene Wahl fand am 21. Dezember 2017 statt. Am 14. Mai 2018 wurde Quim Torra (PDeCAT) vom Parlament zum Ministerpräsidenten der Region gewählt. Er bildete eine Koalitionsregierung aus PDeCAT und ERC.
Während des Wahlkampfs für die Wahlen zum gesamtspanischen Parlament vom 28. April 2019 ordnete die Junta Electoral Central an, dass Symbole des katalanischen Separatismus (insbesondere gelbe Schleifen) als unzulässige Wahlpropaganda öffentlicher Einrichtungen von den Gebäuden der Regionalregierung zu entfernen seien. Dieser Anordnung kam Ministerpräsident Torra nicht nach, weshalb er wegen Amtsungehorsams (desobedencia) angeklagt wurde.
Am 19. Dezember 2019 wurde Torra vom obersten Gericht der Region Katalonien (Tribunal Superior de Justicia de Cataluña) deswegen zu einer Geldstrafe von 30.000 € und dem Verlust der Fähigkeit, öffentliche Ämter zu bekleiden (inhabilitación), verurteilt. Torra legte hiergegen Rechtsmittel ein, sodass das Urteil zunächst nicht rechtskräftig wurde.
Aufgrund einer Vorschrift des spanischen Wahlrechts, nach der der Verlust der Wählbarkeit bei der Verurteilung wegen bestimmter Delikte (zu denen der Amtsungehorsam gehört) schon mit der Verurteilung eintritt, auch wenn das Urteil noch nicht rechtskräftig ist, entschied die Junta Electoral Central am 3. Januar 2020, dass Torra das Abgeordnetenmandat zu entziehen sei. Diese Entscheidung wurde vom spanischen Obersten Gerichtshof (Tribunal Supremo) am 23. Januar 2020 bestätigt. Da der Präsident des Regionalparlaments Roger Torrent (von Torras Koalitionspartner ERC) diesen Mandatsverlust umsetzte, kam es zu einer Koalitionskrise. Daraufhin kündigte Torra (der nur sein Parlamentsmandat verloren hatte, aber zunächst Ministerpräsident bleiben konnte) am 29. Januar 2020 an, dass die Legislaturperiode für ihn keine politische Zukunft habe, und kündigte eine Auflösung des Parlaments nach Verabschiedung des Haushalts an, sodass mit Neuwahlen im Laufe des Jahres 2020 gerechnet wurde. Hiervon nahm Torra aufgrund des Dazwischentretens der COVID-19-Pandemie dann aber wieder Abstand.
Am 28. September 2020 wies der Tribunal Supremo die Berufung Torras gegen das Urteil vom 19. Dezember 2019 zurück, womit die inhabilitación rechtskräftig wurde und Torra auch das Amt des Ministerpräsidenten verlor. Sein Stellvertreter Pere Aragonès (ERC) wurde hierdurch geschäftsführender Ministerpräsident.

### Parlamentsauflösung und Festsetzung des Wahltermins
Am 21. Oktober 2020 stellte Parlamentspräsident Torrent förmlich fest, dass er nach Gesprächen mit den Parteien dem Parlament keinen Kandidaten für das Amt des Ministerpräsidenten vorschlagen könne. Diese Feststellung hatte rechtlich zur Folge, dass das Regionalparlament nach zwei Monaten aufzulösen sein würde, wenn ihm nicht binnen dieser Frist die Wahl eines neuen Ministerpräsidenten gelingen sollte. Da es zu einer solchen nicht kam (und es auch gar keine Kandidaten gab), verfügte der geschäftsführende Ministerpräsident Aragonès mit Dekret vom 21. Dezember 2020 die Auflösung des Parlaments und setzte gemäß den Vorschriften des Wahlrechts Neuwahlen auf den 55. Tag nach der Auflösung (also auf den 14. Februar 2021) an.
Allerdings enthielt das Dekret eine Bestimmung, die eine Verschiebung des Wahltermins ermöglichte, wenn die Abhaltung der Wahl am 14. Februar 2021 aufgrund der Entwicklung der COVID-19-Pandemie nicht möglich sein sollte. Auf dieselbe Weise waren im Frühjahr 2020 bereits die Regionalwahlen im Baskenland und in Galicien, die ursprünglich am 5. April 2020 hätten stattfinden sollen, auf den 12. Juli 2020 verschoben worden.

### Gescheiterte Verschiebung des Wahltermins
Im Januar 2021 kam es in Spanien und Katalonien erneut zu einer Verschärfung der Pandemie-Lage ("dritte Welle"). Am 15. Januar 2021 hörte die Regionalregierung hierzu die im Regionalparlament vertretenen Parteien an, die sich sämtlich für eine Verschiebung der Wahl aussprachen. Lediglich zur Frage des genauen neuen Wahltermins bestanden unterschiedliche Auffassungen. Mit Dekret vom selben Tag hob der geschäftsführende Ministerpräsident Aragonès den Wahltermin vom 14. Februar 2021 auf. Das Dekret nannte den 30. Mai 2021 als voraussichtlichen neuen Wahltermin, ohne ihn aber schon endgültig festzusetzen.
Auf Klagen mehrerer nicht im Parlament vertretener Parteien und eines Wahlberechtigten hob das Tribunal Superior de Justicia de Cataluña das Dekret über die Verschiebung der Wahl am 22. Januar 2021 jedoch auf, sodass die Wahl doch am 14. Februar 2021 stattfand.

## Umfragen

### Wahlprognosen
Die Umfragen sagten einen Dreikampf zwischen den beiden Pro-Unabhängigkeitsparteien ERC sowie Junts und der sozialdemokratischen PSC voraus, die gegen die Unabhängigkeit eintritt. Der bei der letzten Wahl 2017 stärksten Partei Ciutadans wurde ein starker Stimmenverlust prognostiziert, erstmals ins katalanische Parlament würde nach Ansicht der Demoskopen die rechtsextreme Partei Vox einziehen.
Unterschiedliche Ergebnisse gab es auch zur Frage, ob die Unabhängigkeitsbefürworter oder deren Gegner die Mehrheit der Parlamentssitze erringen würden. Der Ausgang war nach Meinung der meisten Institute offen.

### Verlauf

Umfragewerte von der Wahl 2017 bis zur Wahl 2021

## Ergebnisse
Die Wahlbeteiligung lag bei rund 53 Prozent, deutlich niedriger als bei der Wahl 2017 mit rund 79 Prozent. Drei Monate nach der Wahl einigten sich die linke ERC und die liberalkonservative Junts per Catalunya auf ein Bündnis. Zusammen mit der links-separatistischen CUP verfügen die Separatisten über 74 der 135 Sitze im Parlament in Barcelona. Die CUP unterstützt zwar die Koalition, will sich aber nicht formell an der Regierung beteiligen.

### Parteien

#### Gesamtergebnis
| Partei                                          | Partei                                                          | Stimmen   | Stimmen  | Stimmen  | Sitze  | Sitze    | Sitze |
| Partei                                          | Partei                                                          | Anzahl    | %        | +/−      | Anzahl | %        | +/−   |
| ----------------------------------------------- | --------------------------------------------------------------- | --------- | -------- | -------- | ------ | -------- | ----- |
|                                                 | Partit dels Socialistes de Catalunya (PSC-PSOE)                 | 652.858   | 23,04 %  | ▲9,18 %  | 33     | 24,44 %  | ▲16   |
|                                                 | Esquerra Republicana de Catalunya (ERC)                         | 603.607   | 21,30 %  | ▼0,08 %  | 33     | 24,44 %  | ▲1    |
|                                                 | Junts per Catalunya (Junts)                                     | 568.002   | 20,04 %  | ▼1,61 %  | 32     | 23,70 %  | ▼2    |
|                                                 | Vox (Vox)                                                       | 217.883   | 7,69 %   | Neu      | 11     | 8,15 %   | Neu   |
|                                                 | Candidatura d’Unitat Popular–Un nou cicle per guanyar (CUP-G) 1 | 189.087   | 6,67 %   | ▲2,21 %  | 9      | 6,67 %   | ▲5    |
|                                                 | En Comú Podem (ECP)                                             | 194.626   | 6,87 %   | ▼0,59 %  | 8      | 5,93 %   | ▬     |
|                                                 | Ciutadans (C’s)                                                 | 157.903   | 5,57 %   | ▼19,78 % | 6      | 4,44 %   | ▼30   |
|                                                 | Partit Popular (PP)                                             | 109.067   | 3,85 %   | ▼0,39 %  | 3      | 2,22 %   | ▼1    |
|                                                 | Partit Demòcrata Europeu Català (PDeCAT)                        | 77.059    | 2,72 %   | Neu      | —      | —        | —     |
|                                                 | Andere                                                          | 40.033    | 1,40 %   | ▲0,96 %  | —      | —        | —     |
|                                                 | Enthaltungen                                                    | 24.021    | 0,84 %   | ▲0,40 %  | —      | —        | —     |
| Gesamt                                          | Gesamt                                                          | 2.833.644 | 100,00 % |          | 135    | 100,00 % | ▬     |
| Gültige Stimmen                                 | Gültige Stimmen                                                 | 2.833.644 | 98,57 %  |          |        |          |       |
| Ungültige Stimmen                               | Ungültige Stimmen                                               | 40.966    | 1,43 %   |          |        |          |       |
| Abgegebene Stimmen                              | Abgegebene Stimmen                                              | 2.874.610 | 100,00 % |          |        |          |       |
| Anzahl der Wahlberechtigten und Wahlbeteiligung | Anzahl der Wahlberechtigten und Wahlbeteiligung                 | 5.623.962 | 51,11 %  |          |        |          |       |
| Quelle: Resultatas                              |                                                                 |           |          |          |        |          |       |

#### Provinzen
|                     | PSC- PSOE  | ERC- CatSí | Junts      | Vox      | CUP- CC  | CC- Podem | Cs       | PP       | Andere   | Sitze gesamt |
| ------------------- | ---------- | ---------- | ---------- | -------- | -------- | --------- | -------- | -------- | -------- | ------------ |
| Barcelona           | 25,05 % 23 | 20,42 % 19 | 17,90 % 16 | 7,83 % 7 | 6,30 % 5 | 7,76 % 7  | 6,10 % 5 | 4,05 % 3 | 4,59 % — | 85           |
| Girona              | 15,17 % 3  | 21,80 % 4  | 32,68 % 7  | 6,16 % 1 | 9,04 % 2 | 4,04 % —  | 3,25 % — | 1,99 % — | 5,87 % — | 17           |
| Lleida              | 15,00 % 3  | 26,58 % 5  | 28,04 % 5  | 5,53 % 1 | 7,40 % 1 | 3,23 % —  | 3,21 % — | 3,54 % — | 7,47 % — | 15           |
| Tarragona           | 20,04 % 4  | 24,49 % 5  | 19,37 % 4  | 9,40 % 2 | 6,79 % 1 | 4,91 % 1  | 5,23 % 1 | 4,32 % — | 4,32 % — | 18           |
| Katalonien (gesamt) | 23,02 33   | 21,31 33   | 20,06 32   | 7,69 11  | 6,68 9   | 6,86 8    | 5,57 6   | 3,85 3   | 4,96 —   | 135          |

### Einstellung zur Unabhängigkeit Kataloniens

#### Gesamtergebnis
- Pro: 74
- Neutral: 8
- Contra: 53

| Parteien  | Parteien                                     | Stimmen   | Stimmen  | Stimmen | Sitze  | Sitze    | Sitze |
| Parteien  | Parteien                                     | Anzahl    | %        | +/−     | Anzahl | %        | +/−   |
| --------- | -------------------------------------------- | --------- | -------- | ------- | ------ | -------- | ----- |
|           | Pro-Unabhängigkeit (ERC, Junts, CUP, PDeCAT) | 1.437.755 | 50,77 %  | ▲3,27 % | 74     | 54,81 %  | ▲4    |
|           | Contra-Unabhängigkeit (PSC, Vox, Cs, PP)     | 1.137.711 | 40,13 %  | ▼3,20 % | 53     | 39,26 %  | ▼4    |
|           | Neutral / Unklar (u. a. CatComú–Podem)       | 258.680   | 9,10 %   | ▲0,10 % | 8      | 5,93 %   | ▬     |
| Insgesamt | Insgesamt                                    | 2.834.146 | 100,00 % | ▬       | 135    | 100,00 % | ▬     |

#### Provinzen
|                     | Pro        | Contra     | Neutral  | Sitze gesamt |
| ------------------- | ---------- | ---------- | -------- | ------------ |
| Barcelona           | 47,15 % 40 | 42,99 % 38 | 9,86 % 7 | 85           |
| Girona              | 66,71 % 13 | 26,57 % 4  | 6,72 % — | 17           |
| Lleida              | 66,62 % 10 | 27,28 % 5  | 6,10 % — | 15           |
| Tarragona           | 53,71 % 10 | 38,99 % 7  | 7,30 % 1 | 18           |
| Katalonien (gesamt) | 50,77 74   | 40,13 53   | 9,10 8   | 135          |